# پاول پوپ
پاول پوپ (آلمانی: Paul Popp؛ زادهٔ ۲ فوریهٔ ۱۹۶۳) دوچرخه‌سوار اهل اتریش است.